# 욀레브뢰드
욀레브뢰드(덴마크어: øllebrød→맥주빵)은 덴마크의 음식이다. 루그브뢰드(호밀빵)와 맥주를 넣어 만드는 포리지로, 보통 비퇼(hvidtøl→흰 맥주)이라 불리는 저알콜 맥주를 쓴다.

## 같이 보기
- 덴마크 요리